# Sitios del sistema tusi
Los sitios del sistema tusi (chino: 土司遗址; pinyin: Tǔsī YíZhǐ) son parte de los antiguos lugares tusi que han sido escogidos por la UNESCO como parte del Patrimonio de la Humanidad. El 3 de julio de 2015, los sitios tusi fueron incluidos en la lista del patrimonio mundial. Es el lugar n.º 48 Patrimonio de la Humanidad en China.

## Antecedentes
Según el sistema tusi, un líder tribal era nombrado como oficial por el gobierno imperial de la antigua China. De esta manera, los emperadores chinos gobernaban regiones de minorías étnicas en la parte centro-sur de China y en el sudoeste. Se usó durante mil años.

## Descripción
En la página web de la UNESCO lo describen de la siguiente manera:

Ubicada en las zonas montañosas del sudoeste de China, este lugar abarca los restos de varios dominios tribales cuyos jefes eran nombrados por el gobierno central como 'Tusi', gobernantes hereditarios desde el siglo XIII a principios del XX. El sistema tusi surgió a partir de los distemas dinásticos de gobierno de las minorías étnicas que se remontaban al siglo III. Su propósito fue unificar la administración nacional, al mismo tiempo que permitía a las minorías étnicas conservar sus costumbres y su forma de vida. Los lugares de Laosicheng, Tangya y fortaleza de Hailongtun que forman el sitio son un testimonio excepcional de esta forma de gobierno, que deriva de la civilización china de los períodos Yuan y Ming.

## Proceso
El 3 de julio de 2015, los tres sitios tusi fueron añadidos a la lista del Patrimonio de la Humanidad durante la sesión 39.ª del Comité del Patrimonio Mundial en Bonn, Alemania. El Comité señaló que el sistema tusi permitió unificar la administración nacional al mismo tiempo que permitía a las minorías étnicas conservar sus costumbres y su forma de vida.

## Detalles de la inscripción en la UNESCO
| UNESCO N.º de inscripción | Nombre                                          | ubicación                            | Coordenadas                                  | Superficie                                           |
| ------------------------- | ----------------------------------------------- | ------------------------------------ | -------------------------------------------- | ---------------------------------------------------- |
| 1474-001                  | Sitio del dominio tusi Laosicheng 老司城遗址    | condado de Yongshun, Hunan           | 28°59′55″N 109°58′01″E / 28.99861, 109.96694 | Propiedad: 534,24 ha Zona de protección: 1.023,93 ha |
| 1474-002                  | Sitio del dominio tusi Tangya 唐崖土司城址      | condado de Xianfeng, Hubei           | 29°41′26″N 109°00′19″E / 29.69056, 109.00528 | Propiedad: 86,62 ha Zona de protección: 973,61 ha    |
| 1474-003                  | Sitio de la fortaleza tusi de Hailongtun 海龙屯 | Distrito de Huichuan, Zunyi, Guizhou | 27°48′42″N 106°49′01″E / 27.81167, 106.81694 | Propiedad: 160,42 ha Zona de protección: 1.127,79 ha |